# Gawłów (Petite-Pologne)
Pour les articles homonymes, voir Gawłów.
Gawłów est une localité polonaise de la gmina et du powiat de Bochnia en voïvodie de Petite-Pologne.